# Skölsta
Skölsta è un'area urbana della Svezia situata nel comune di Uppsala, contea di Uppsala.
La popolazione risultante dal censimento 2010 era di 344 abitanti.